# Élie Vidalin
Pour les articles homonymes, voir Vidalin.
Élie Vidalin, né le 6 avril 1876 à Naves (Corrèze) et mort le 10 novembre 1939 à Tulle (Corrèze),  est un homme politique français.

## Biographie
Médecin, il est conseiller général du canton de Seilhac et député de la Corrèze de 1914 à 1919, siégeant sur les bancs radicaux.

## Sources
- « Élie Vidalin », dans le Dictionnaire des parlementaires français (1889-1940), sous la direction de Jean Jolly, PUF, 1960 [détail de l’édition]